# Каракала
Каракала́ (каз. Қарақала) — село у складі Аккулинського району Павлодарської області Казахстану. Адміністративний центр Каракалинського сільського округу.
До 2020 року село називалось Чорне.
Населення — 958 осіб (2021; 1100 у 2009, 1810 у 1999, 2146 у 1989).
Національний склад станом на 1989 рік:
- казахи — 67 %
- росіяни — 20 %